# الاستعراض الكبير
الاستعراض الكبير فيلم سوري لبناني أُنتج في عام 1975، من تأليف محمد سلمان وإخراج رضا ميسر، يتناول حلم بدوية بأن تصبح مطربة كبيرة فتحاول التعرف على مطرب مشهور ولكنه ينبذها إلى أن يسمع صوتها الشجي فيقع في غرامها ويقدمان معاً الاستعراض الكبير الذي لطالما حلمت به.

## الممثلون
- سميرة توفيق
- وديع الصافي
- ناجي جبر
- ياسين بقوش
- طروب
- جوزيف نانو